# Helhäst
Helhäst, Hels häst eller dödshästen, är ett övernaturligt väsen i danska folksägner och i svensk folktro. Den framställs vanligen som en trebent, svart och någon gång huvudlös häst, vilken förebådar döden för den som möter honom. Den uppenbarar sig mest i närheten av kyrkogårdar. Man föreställer sig också ibland att döden rider på denna trebenta häst. Folksägnen uppger att helhästen uppstått av en häst som begravts levande på varje kyrkogård, innan någon människa fick jordas där (jämför kyrkogrim). Historierna kring Helhästen lever delvis kvar i Danmark där ordspråket "han går som en helhest" fortfarande används.
Helhästens ursprung kan antas härstamma från den förkristna fornnordiska mytologin där dödsgudinnan Hel har just en trebent häst som även är känd som Heldrasill. Historierna kring Hel och hennes häst har troligen ändrats och anpassats i och med kristnandet av norden.